# Courtney Hunt
Pour les articles homonymes, voir Hunt.
Courtney Hunt, née en 1964 à Memphis dans le Tennessee, est une réalisatrice et scénariste américaine. Son premier long-métrage Frozen River a reçu le Grand prix du jury (fiction) au Festival du film de Sundance, ainsi qu'une nomination aux Film Independent's Spirit Awards dans la catégorie « Meilleur réalisateur ».

## Biographie
Courtney Hunt habite dans une petite ville, au nord de New York. Elle a passé son enfance dans le Tennessee, notamment à Memphis (Tennessee) dans les années 1970 où sa mère l'emmenait souvent voir des films d’art et essai.
Après avoir obtenu un diplôme en droit à Northeastern University, Courtney Hunt entre à la Columbia Film School. Elle travaille en tant qu'avocate avec son mari sur des dossiers de meurtres en appel, pour payer l'école de cinéma. Son court métrage de fin d'étude, Althea Faught, sur la Guerre de Sécession, rencontre un certain succès (récompenses). Puis la réalisatrice poursuit ses débuts très prometteurs avec son premier long métrage, Frozen River. Son scénario original de court métrage concourt pour un prix en 2005; puis Courtney Hunt le développe et gagne avec Frozen River, le Grand Prix du jury au Festival de Sundance en 2008. Au cours d’une interview avec David Jenkins, Hunt a dit être inspirée par la réalisatrice argentine Lucrecia Martel.

## Filmographie

### Réalisatrice
- 2008 : Frozen River ;
- 2016 : The Whole Truth.

### Scénariste
- 2008 : Frozen River.

## Récompenses et nominations
- Oscar 2009 : meilleur scénario original pour Frozen River (nomination)
- Sundance 2008 : Grand prix du jury pour Frozen river
- San Sebastian 2008 : Meilleure actrice Melissa Leo pour Frozen river